# Nota de amor (canción)
«Nota de amor» es el primer sencillo del tercer álbum de estudio del cantante-rapero puertorriqueño Wisin titulado La trilogía. Es interpretado junto a Carlos Vives y Daddy Yankee. Fue lanzado el 30 de enero de 2015 a través de descarga digital.
El video musical fue lanzado el 17 de abril de 2015.

## Lista de canciones
- Descarga digital

| Nota de amor (feat. Carlos Vives & Daddy Yankee) — Single |                |          |  |
| N.º                                                       | Título         | Duración |  |
| 1.                                                        | «Nota de amor» | 3:52     |  |

## Video musical
El video musical fue filmado en una mansión en la playa de Golden Beach, al norte de Miami. Se estrenó el 17 de abril de 2015 a través del canal Vevo del cantante.

## Posicionamiento

### Semanales
| País                 | Compañía        | Lista                   | Mejor posición |
| 2015-2016            | 2015-2016       | 2015-2016               | 2015-2016      |
| -------------------- | --------------- | ----------------------- | -------------- |
| Estados Unidos       | Billboard       | Latin Songs             | 1              |
| Estados Unidos       | Billboard       | Latin Pop Songs         | 2              |
| Estados Unidos       | Billboard       | Hot Latin Songs         | 5              |
| Estados Unidos       | Billboard       | Latin Digital Songs     | 5              |
| Estados Unidos       | Billboard       | Tropical Songs          | 29             |
| Venezuela            | Record Report   | Top 40 latino           | 1              |
| Venezuela            | Record Report   | Top 100                 | 1              |
| Colombia             | National Report | Top nacional            | 3              |
| Colombia             | Monitor Latino  | Top general audiencia   | 1              |
| Colombia             | Monitor Latino  | Top general más tocadas | 1              |
| República Dominicana | Monitor Latino  | Top pop                 | 1              |
| Ecuador              | Airplay Ecuador | Top reggaeton           | 10             |

### Anuales
| País                 | Compañía       | Lista               | Mejor posición |
| 2015                 | 2015           | 2015                | 2015           |
| -------------------- | -------------- | ------------------- | -------------- |
| Estados Unidos       | Billboard      | Hot Latin Songs     | 22             |
| Estados Unidos       | Billboard      | Latin Airplay Songs | 14             |
| Estados Unidos       | Monitor Latino | Top latin hits      | 10             |
| Estados Unidos       | Monitor Latino | Top pop/ac          | 10             |
| México               | Monitor Latino | Top pop             | 11             |
| República Dominicana | Monitor Latino | Top pop             | 2              |

## Premios y nominaciones
| Año  | Premiación                   | Categoría                                               | Resultado | Ref.          |
| ---- | ---------------------------- | ------------------------------------------------------- | --------- | ------------- |
| 2015 | Premios Latin American Music | Colaboración favorita (con Carlos Vives & Daddy Yankee) | Nominado  | [ 25 ] [ 26 ] |